# 范正脉
范正脉，字介子、號龍圖，别號百巖，河南修武縣人。清朝政治人物。

## 生平
崇禎十六年（1643年），河南補行壬午科鄉試，范正脈中式第八十五名舉人。明亡仕清，於順治六年（1649年）登進士，改庶吉士。未散館改翰林院檢討。官至浙江糧運使。